# Lainate
Lainate là một đô thị ở tỉnh Milano, vùng Lombardia của Italia, khoảng15 km về phía tây bắc của Milano. Tại thời điểm ngày 31 tháng 12 năm 2004, đô thị này có dân số 24.146 và diện tích là 12,9 km².
Đô thị Lainate gồm cácfrazioni (đơn vị cấp dưới, chủ yếu là thôn làng) Barbaiana, Grancia, and Pagliera.
Lainate giáp các đô thị sau:Caronno Pertusella, Origgio, Garbagnate Milanese, Nerviano, Arese, Rho, Pogliano Milanese.
Lainate có "La Villa Litta", một địa điểm thu hút du khách nổi tiếng.